# Richard Brooks (ator)
Richard Brooks (nascido no dia 9 de dezembro de 1962) é um ator, cantor e diretor americano mais conhecido por seu papel como Paul Robinette na série de longa data Law & Order. Ele também apareceu em várias outras séries como NYPD Blue e NCIS.